# 埃尔科古尔
埃尔科古尔，是西班牙加泰罗尼亚莱里达省的一个市镇。 总面积17平方公里，总人口235人（2001年），人口密度14人/平方公里。